# وردين
وردين هي قرية في مقاطعة ورزقان، إيران. عدد سكان هذه القرية هو 496 في سنة 2006.